# Kafue (Zambia)
Kafue è un ward dello Zambia situato nella provincia di Lusaka, sulla riva settentrionale del fiume Kafue, dal quale prende il nome, ed è capoluogo del distretto omonimo. È la porta d'ingresso dell'altopiano centrale dello Zambia dove sono situate la città di Lusaka e le altre città dell'estrazione del rame di Kabwe e della provincia di Copperbelt.

## Sito
Kafue sorge nel sud-est di una catena granitico-collinare alta 200 m, che si estende su di una zona di
circa 250 km², occupa una ripiano che si trova tra le colline ed il fiume, appena abbastanza alto da evitare
i suoi straripamenti annuali. La città poi si estende tra le lievi vallate
delle colline adiacenti. Una striscia larga 400 m di piccole fattorie e giardini pubblici, separa la città da un'ansa
del fiume larga circa 300 m durante la stagione secca, che poi durante la stagione delle piogge si allarga a 1.3 km, e che
qualche volta inonda la pianura adiacente per una larghezza di circa 10 km nella riva opposta, la quale
naturalmente è disabitata a eccezione di qualche villaggio e fattoria che è ubicato su dei rialzi di terra.

## Collegamenti e trasporti
La piana alluvionale, della Pianura del Kafue (in inglese la Kafue Flats), larga 50 km, lunga 240 km, che si allaga ogni stagione delle piogge, è una barriera insormontabile, per ogni possibile collegamento sia ferroviario che stradale tra il centro dello Zambia e il suo meridione. La città di Kafue si trova all'estremità orientale della piana alluvionale dove il fiume entra nella Gola del Kafue (Kafue Gorge) e fluisce verso la scarpata dello Zambesi (Zambesi Escarpment) nella zona centrale della rift valley dello Zambesi.
Di conseguenza, la città, è strategicamente collocata, dove la ferrovia e la strada, che da nord porta al sud e dal sud porta al nord, passa facilmente il fiume Kafue, e il passaggio stradale e ferroviario, si stringe nel divario tra la pianura alluvionale e la scarpata. Il ponte della linea ferroviaria che da Lusaka porta alla città di Livingstone e ubicato a sud della città, e il ponte stradale 9 km più a sud-est. Questo ponte fa attraversare il fiume, all'arteria stradale della Great North Road, e le fa attraversare la città di Kafue, da dove continua poi per andare a nord per altri 50 km fino alla città di Lusaka.
Nella direzione est-ovest, appena a sud del ponte stradale sul fiume, vicino alla città di Kafue,
invece esiste un'altra arteria stradale che collega la città di confine di Chirundu con la città di Livingstone, che poi raggiunge la diramazione che porta alla Botswana ed alla Namibia.
Il fiume non è usato da imbarcazioni fluviali per il trasporto di merci. Verso ovest il fiume è poco
profondo e troppo serpeggiante e non arriva vicino a nessun centro abitato. A est il fiume non è
navigabile per via della Gola del Kafue e la sua corrispettiva diga. Tuttavia nel tratto di fiume, lungo 60 km, a monte della diga si
pratica pesca di sussistenza o sportiva e il noleggio di barche a scopo ricreativo.

## Popolazione
Stando al censimento del 2000 la popolazione ha raggiunto un totale di 162.262 unità,
di cui 83.421 maschi e 78.841 femmine.

## Società

### Religione
Tra le persone superiori ai 15 anni di età, il 73.11% sono protestanti, l'11.08% sono di un'altra religione, mentre
il 15.80% non appartengono a nessuna religione.

## Economia

### Industria
L'agricoltura e la pesca sono le attività tradizionali della zona. Una zona dedicata alle piantagioni di diversi tipi di piante, si estende
al bordo della Pianura del Kafue (Kafue Flats) per 35 km a nord-ovest della città. Le attività di pesca industriale
a qualsiasi livello, sono limitate agli allevamenti ittici. La città di Kafue ha molte più fabbriche di ogni altra città
situate al di fuori della Provincia di Copperbelt, avendo una zona industriale con abitazioni e servizi per gli
operai chiamata Kafue Estates. Le fabbriche situate in quella zona includono:
- Nitrogen Chemical of Zambia (produce fertilizzanti per l'agricoltura)

- Bata Tannery (concia pelli e cuoio per la produzione di calzature)

- industria tessile.

Altre industrie vicino e/o dentro la città sono:
- la Kafue Fisheries Ltd, fondata nel 1981, con un progetto pilota di 5 ettari. Negli anni a venire il progetto è cresciuto fino ad arrivare fino alla grandezza di 60 ettari di laghetti dedicati all'allevamento del pesce. La Kafue Fisheries Ltd è situata nel centro di un altro progetto di 1.800 ettari di natura incontaminata destinata all'allevamento del bestiame. L'allevamento si basa su un sistema di allevamento pesce-maiale integrato, il quale produce oltre 700 tonnellate annuali di pesce Tilapia, e 4.000 maiali di taglia grande. Per molti anni il progetto ha contato su un sistema che, dagli escrementi del maiale, produceva poi diversi tipi di micro-vita ( alghe, fitoplancton e zooplancton ) su cui poi il pesce si poteva nutrire. Il tipo di pesce dominante in questa itticoltura è il Tilapia, sia della sottospecie del O.Andersonii o della specie importata del O.Niloticus. Le uova poi vengono fatte crescere, nei laghetti o in contenitori appositi di plastica. Tutti i maschi della specie vengono selezionati e vengono tenuti solo i super maschi usando la tecnologia MT. Durante gli anni, per incrementare la produzione del pesce, si è installato un sistema di aerazione dell'acqua e si è aggiunto, al mangime dei pesci, il "green water floating pellet". Insieme a un istituto di ricerca britannico e alla cooperazione di vari paesi si è giunti alla formulazione di questo speciale pellet nutritivo per il nutrimento dei pesci. L'allevamento ittico, ha provato ad allevare altre specie di pesci, oltre che al tilapia, la carpa, e il barbo; ed ha anche provato ulteriori aspetti di integrazione, così come la coltivazione di diversi tipi di vegetali, di piantagioni di riso e di banani e l'allevamento di bestiame. Il maiale allevato in questa fattoria è di pedigree, e comprende linee genetiche derivanti dal maiale Norvegese e Finlandese. La vendita di scrofe in tutto lo Zambia ha contribuito sensibilmente, a livello nazionale, alla crescita dell'industria del maiale domestico nel suo insieme. La società si sta attualmente occupando di allevare a livello di pedigree, il maiale della specie del Berkshire - il primo della sua specie nel continente Africano, i capi di maiale in eccedenza verranno venduti alle fattorie di media grandezza.[6] E per finire, la ditta KFL, fondata nel 1988, fu la prima a provare l'allevamento di specie selvatiche, destinate alla liberazione in natura, per scopo venatorio. La ditta ha intrapreso questo progetto costruendo edifici per ospitare turisti, vendendo gli animali ancora vivi, producendo carne e praticando la caccia. La ditta possiede circa 1.000 capi di bestiame con 16 specie diverse di antilopi e una grande varietà di habitat. Il Kafue Lechwe, tipico delle piane alluvionali della Pianura del Kafue (Kafue Flats), così come una serie di altre rare specie animali, hanno prosperato in modo egregio, sui terreni di proprietà della ditta. Le specie di volatili, di proprietà della ditta, sono 444, a testimoniare della biodiversità e della conservazione degli habitat che si trovano nei terreni di proprietà della ditta.

- Kafue Quarry produce materiale di costruzione per le strade e l'edilizia in generale

- la Diga della Gola del Kafue (Kafue Gorge Dam) genera elettricità idroelettrica, 30 km più a valle dalla città, e nella stagione delle piogge, il lago creato dalla diga si estende fino a raggiungere la città di Kafue.

- è stata proposta la realizzazione di una ditta per la produzione del cemento.[7]